# Djinet
Djinet (în arabă جينات) este o comună din provincia Boumerdès, Algeria.
Populația comunei este de 21.966 de locuitori (2008).